# Ольховец (Залегощенский район)
Ольховец — деревня в Залегощенском районе Орловской области России. Входит в состав Верхнескворченского сельского поселения.

## География
Деревня находится в центральной части Орловской области, в лесостепной зоне, в пределах центральной части Среднерусской возвышенности, на берегах реки Ольховец, на расстоянии примерно 13 километров (по прямой) к юго-западу от посёлка городского типа Залегощь, административного центра района. Абсолютная высота — 209 метров над уровнем моря.
Часовой пояс
Деревня Ольховец, как и вся Орловская область, находится в часовой зоне МСК (московское время). Смещение применяемого времени относительно UTC составляет +3:00.

## Население
| 1857 | 1859 | 1915 | 2002 | 2010 |
| ---- | ---- | ---- | ---- | ---- |
| 615  | ↘586 | ↘530 | ↘204 | ↗222 |

Половой состав
По данным Всероссийской переписи населения 2010 года в гендерной структуре населения мужчины составляли 46,8 %, женщины — соответственно 53,2 %.
Национальный состав
Согласно результатам переписи 2002 года, в национальной структуре населения русские составляли 94 % из 204 чел.

## Улицы
Уличная сеть деревни состоит из трёх улиц.